# Luis Iceta Zubiaur
Luis Iceta Zubiaur   (Bilbao, 21 d'agost de 1890 - 24 de gener de 1966), o també Luis Izeta Zubiaur, fou un futbolista i entrenador de futbol basc. Va jugar en l'època en què l'Athletic Club va decidir que els futbolistes anglesos ja no hi tenien cabuda. Va jugar-hi 41 partits al llarg de set temporades entre el 1910 i el 1916 i va disputar tres finals de Copa, dues de les quals com a capità. Fill d'una família de comerciants, va estudiar a Anglaterra per continuar el negoci familiar, però va utilitzar el seu domini de l'anglès per ser l'intèrpret entre els jugadors i l'entrenador, l'anglès William Barnes, qui va canviar la seva posició i el va fer passar de davanter a migcampista. Va participar en dos partits històrics; el primer partit en què l'Athletic va vestir la samarreta blanca i vermella i, com a capità, el dia de la inauguració de l'estadi de San Mamés, el 21 d'agost del 1913 contra el Racing d'Irun. El 1951 va ser seleccionador espanyol en tres partits, juntament amb Paulí Alcántara i Félix Quesada.